# Basil Wolverton
Basil Wolverton (Central Point, 9 luglio 1909 – Vancouver, 31 dicembre 1978) è stato un fumettista e cartonista statunitense.
Celebre per i suoi ritratti grotteschi, estremamente caricaturali e curati nei minimi dettagli, Wolverton lavorò per la Marvel Comics e Mad Magazine. A lui è attribuita una significativa influenza nell'ambito dei fumetti underground.

## Biografia
Basil Wolverton nacque a Central Point, nell'Oregon, nel 1909. Trasferitosi a Vancouver, nello stato di Washington, lavorò nei vaudeville e come cartonista e inviato di Portland News. All'età di sedici anni realizzò la sua prima opera pubblicata a livello nazionale e le sue prime strisce a fumetti destinate alle syndication. La sua striscia Marco of Mars del 1929 sarebbe stata divulgata dall'Independent Syndicate di New York, tuttavia non venne mai edita perché considerata troppo simile a Buck Rogers, che debuttò lo stesso anno.
Nel 1938 Wolverton pubblicò Disk-Eyes the Detective e Spacehawks su Circus. Nel 1940 pubblicò la sua Spacehawk (una versione migliorata della sua opera quasi omonima) su Target Comics, pubblicato su Novelty Press. Il fumetto perdurò fino al 1942 per un totale di 30 episodi.
Wolverton ideò anche i personaggi del giornalista Scoop Scuttle, comparso in Daredevil Comics e Silver Streak Comics della Lev Gleason Publications, e Mystic Moot, che apparve invece in Comic Comics e Ibis The Invincible della Fawcett Publications.
Uno dei personaggi più conosciuti di Wolverton è Powerhouse Pepper, un pugile molto forte ma ottuso che figura in numerosi volumi editi dalla Timely Comics negli anni quaranta. Nel 1946 Wolverton vinse un concorso in cui bisognava rappresentare "Lena the Hyena", la donna più brutta del mondo, da utilizzare nella striscia a fumetti Li'l Abner del fumettista Al Capp.
Negli anni cinquanta pubblicò diciassette fumetti horror e fantascientifici per la Marvel e altri editori. Collaborò anche con Daniel Keyes, che lo lodò per la sua «abilità di creare mostri grotteschi in modo singolare».
Lavorò anche per Mad Magazine tra gli anni cinquanta e sessanta; nel 2009, il New York Times lo soprannominerà il "Michelangelo di Mad Magazine". Nel 1968 Wolverton lavorò alla serie di figurine della Topps Ugly Posters.
Wolverton morì nel 1978 all'età di sessantanove anni.